# Nintendo DS Lite

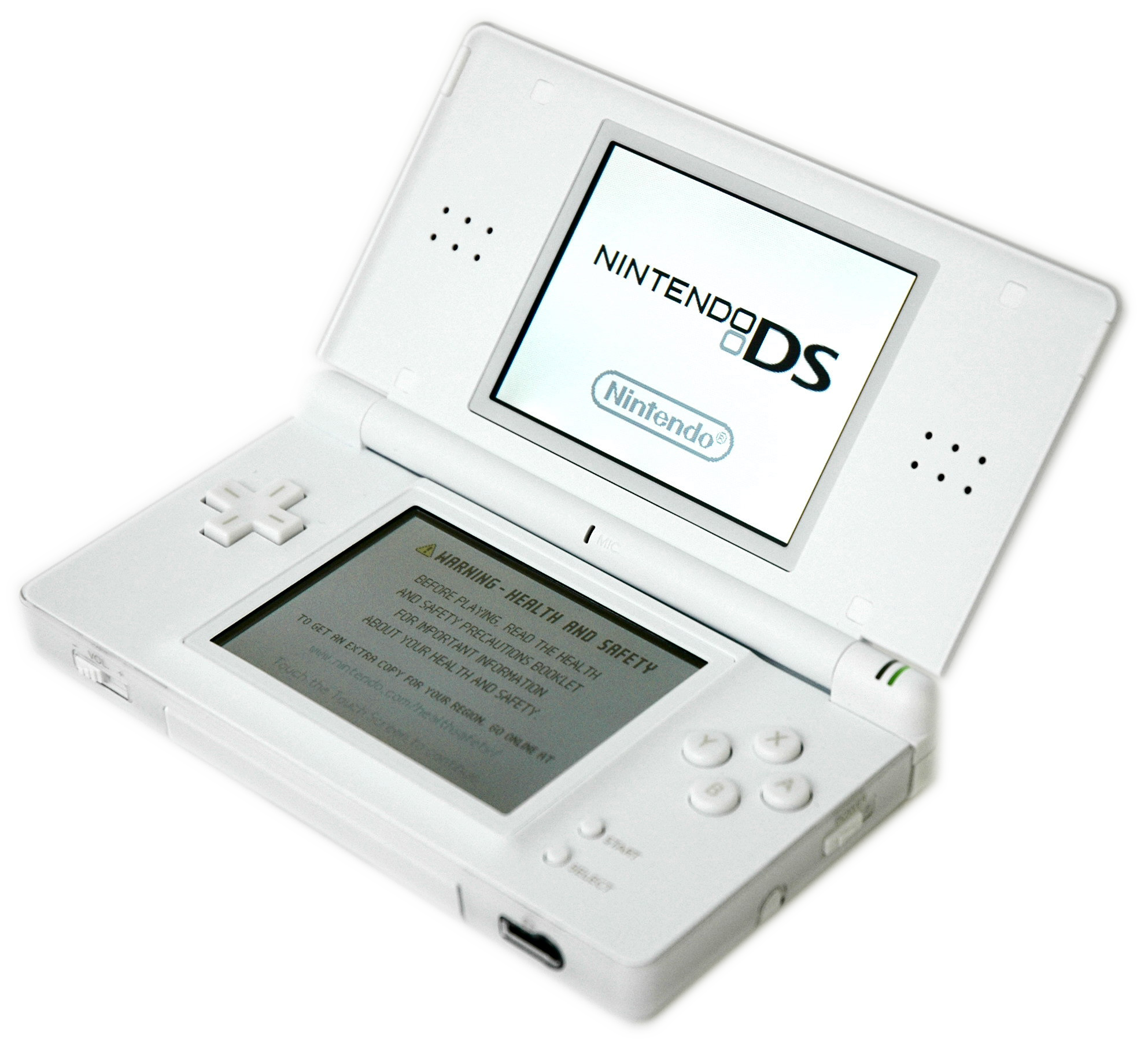
Nintendo DS Lite

Nintendo DS Lite je malá herní konzole se dvěma displeji od firmy Nintendo. Jedná se o odlehčenou verzi Nintendo DS uvedenou v červnu 2006. Jejím nástupcem je Nintendo DSi.
Stejně jako předchozí verze má opět dva displeje, z nichž jeden (spodní) reaguje na dotyk. Rozdíl mezi DS a DS Lite verzí je v tom, že DS Lite verze má menší hmotnost a o něco menší objem tudíž její kryt je 133 milimetrů široký, 73,9 milimetrů dlouhý a 21,5 milimetrů vysoký.
Obrazovky mají rozlišení 256x192 pixelů a 260000 barev. Obsahuje dva procesory, první 67 MHz ARM946E-S a druhý 33 MHz ARM7TDMI.
Konektor pro nabíjení má tvar identický s GameBoy Advance Micro. Charakteristika designu je velmi podobná iPodu. V Evropě je dostupná v bílé a v černé barvě. Díky zmenšení konzole došlo k redukci hloubky slotu 2 pro GBA hry. Cartridge pak o několik milimetrů přesahuje profil stroje.